# Тимановське сільське поселення
Тима́новське сільське поселення (рос. Тимановское сельское поселение) — сільське поселення у складі Бабушкінського району Вологодської області Росії.
Адміністративний центр — присілок Тиманова Гора.

## Населення
Населення сільського поселення становить 629 осіб (2019; 796 у 2010, 1060 у 2002).

## Історія
2020 року був ліквідований присілок Веретея.

## Склад
До складу сільського поселення входять:
| Населений пункт          | Населення, осіб (2002) | Населення, осіб (2010) |
| ------------------------ | ---------------------- | ---------------------- |
| Алексейково, присілок    | 67                     | 31                     |
| Березовка, селище        | 325                    | 241                    |
| Варнавино, присілок      | 12                     | 7                      |
| Веретея, присілок        | 0                      | 0                      |
| Дор, присілок            | 20                     | 13                     |
| Доркін Починок, присілок | 20                     | 11                     |
| Жилкино, присілок        | 95                     | 91                     |
| Мулино, присілок         | 13                     | 5                      |
| Овсянниково, присілок    | 111                    | 103                    |
| Підгорна, присілок       | 4                      | 2                      |
| Пожарище, присілок       | 40                     | 28                     |
| Тиманова Гора, присілок  | 196                    | 158                    |
| Харіно, присілок         | 62                     | 40                     |
| Холм, присілок           | 55                     | 44                     |
| Чупіно, присілок         | 40                     | 22                     |